# Sechemrechuitaui
Sechemrechuitaui, auch Sechem-Re-chui-taui (Thronname), war der dritte altägyptische König (Pharao) der 13. Dynastie (Zweite Zwischenzeit) und regierte um 1752–1746 v. Chr.

## Belege
Sechemrechuitaui ist durch die Königstafel von Karnak belegt sowie durch ein Zylindersiegel, das seine gesamte Titulatur enthält, des Weiteren durch verschiedene Siegelabdrücke aus der Festung Uronarti. Auch auf dem Turiner Königspapyrus sind seine sechs Regierungsjahre vermutlich vermerkt. Die ersten beiden Regierungsjahre sind auf einem Illahunpapyrus belegt, in Nilstandmarken die Jahre zwei bis vier.
Die unter anderem von Wolfgang Helck und Stephen Quirke vorgeschlagene Gleichsetzung mit Sobekhotep II. wird als unwahrscheinlich angesehen. Obwohl beide Könige den identischen Thronnamen tragen, sprechen sich beispielsweise Jürgen von Beckerath und Detlef Franke aufgrund der abweichenden restlichen Titulaturen gegen eine Verbindung der beiden Könige aus. Hinzu kommen die in den Illahunpapyri bezeugten Inhalte, die für Sechemrechuitaui als weiteren König neben Sobehotep II. sprechen. Auch die Vermerke in den Nilstandmarken lassen eine Gleichsetzung nicht zu. Der Sarkophag des Scheschonq III. trägt den Horusnamen von Hor I. sowie den von Sechemrechuitaui.
Auf diese Argumentation antwortend macht Stephen Quirke darauf aufmerksam, dass innerhalb einer Dynastie Thronnamen nie doppelt vergeben wurden. Er schlägt weiterhin eine Gleichsetzung mit Sobekhotep II. vor und verweist darauf, dass der Horus- und Goldname, die dem Letzteren zugeschrieben werden, nur auf Blöcken in Medamud überliefert sind, wobei die Zuschreibung der Namen an Sobkehotep II. nicht zwingend sei, da es sich jeweils um verschiedene Reliefblöcke handelt, die nicht unbedingt zusammengehören.